# Sitio de Samarcanda
El sitio de Samarcanda (1220) fue un asedio librado en el contexto de la invasión mongola de Corasmia. Sucedió cuando el jagán Gengis Jan, fundador del Imperio mongol, invadiera el Imperio jorezmita del sah Mohamed II. 
Los mongoles habían puesto bajo asedio la ciudad de Otrar, pero al ver la dura defensa, el jagán decidió avanzar sobre Transoxiana junto con su hijo menor Tolui. El jagán realizó una maniobra sorpresiva que lo llevó a saquear Bujará y quedar con el camino libre para Samarcanda, la nueva capital del sah, que contaba con una numerosa guarnición y fuertes almenas. El ejército mongol repelió a las fuerzas de socorro y luego fue reforzado tras la captura de Otrar, pudiendo emboscar a los defensores de la capital cuando hicieron una salida. Los clérigos musulmanes convencieron a los ciudadanos de rendirse, sin embargo, la mayoría fueron esclavizados o reclutados a la fuerza en el ejército mongol.

## Antecedentes

### Samarcanda
Durante la Edad Media, las ciudades de Asia Central como Samarcanda, Bujará o Merv típicamente contaban con una ciudadela (kuhandiz) ubicada en terreno elevado y que servía como última línea de defensa. Luego tenían la zona intramuros (sharistán) donde vivía la mayoría de la población y se encontraban las principales edificaciones. Por último, tenían los suburbios (rabad) que se encontraban afuera de las murallas. En el caso de Samarcanda, poseía un muro exterior que rodeaba los suburbios, zona donde estaban la mayoría de los bazares, almacenes y caravasares. Además, habían varias aldeas se consideraban barrios suburbanos de la urbe (mahallas) porque estaban dentro del área rodeada por sus murallas.
En 1210, la ciudad quedó bajo poder de los jorezmitas, pero dos años más tarde estalló una revuelta en que fueron asesinados 8000 a 10 000 jorezmitas que vivían en ella. En respuesta, el sah Mohamed II tomó la ciudad y mató a 10 000 locales en venganza; para conseguir algunos apoyos, el sah hizo construir una mezquita aljama. De todas formas, por su importancia política y económica, la convirtió en su nueva capital en 1213-1214.

### Campañas
El primer ataque mongol contra el Imperio jorezmita se dirigió contra la fronteriza ciudad de Otrar, cuya guarnición logró resistir un asedio sorprendentemente largo. En respuesta, el jagán Gengis Jan y su hijo menor Tolui cruzaron el desierto del Kyzyl Kum hacia Bujará. La ciudad quedó atónita, pues los mongoles cruzaron una zona considerada intransitable, y rápidamente fue asaltada y saqueada. La ciudadela resistió dos semanas, pero cuando sus muros fueron atravesados todos sus defensores acabaron masacrados. A diferencia de asedios posteriores, los mongoles fueron indulgentes con los habitantes, pero muchos fueron reclutados a la fuerza.
El sah, que desconfiaba de sus comandantes y aún no había implementado sus métodos deseados de administración, decidió una estrategia de dividir sus tropas guarneciendo ciudades como Otrar, Samarcanda y Balj. Es probable que sólo esperada la típica incursión nómada que devastaría el campo, pero dejaría las ciudades intactas. Anteriormente, los únicos nómadas contra los que habían luchado los jorezmitas eran los túrquicos qanglis, que no tenían conocimiento en la guerra de asedio; los mongoles trajeron ingenieros expertos en la guerra de asedio que sorprendieron al sah.

## Fuerzas enfrentadas
Aunque los cronistas medievales han atribuido enormes fuerzas a ambos bandos, los historiadores modernos son más conservadores en sus estimaciones, pero las cifras precisas siguen siendo ampliamente discutidas; la única certeza es que la fuerza mongol total era mayor que el ejército del  sah. Se suele estimar la fuerza asediante en cuatro a cinco tumenes, incluyendo uno formado por sus guardias imperiales (kishik o kishig), una fuerza de élite que solía estar en reserva y servir bajo el mando personal de Gengis Jan. El erudito afgano Ali Ahmad Jalali estimaba en 50 000 plazas al ejército que Gengis Jan y Tolui llevaron a las puertas de Samarcanda, mientras que el sueco Carl Fredrick Sverdrup reduce el número a 40 000.
Las estimaciones sobre la guarnición de la ciudad varían ampliamente. El cronista persa Minhaj-i Siraj Juzjani afirmaba que eran en total 110 000 hombres: 50 000 cayeron en una emboscada cuando hicieron una salida y 60 000 resistieron por otros diez días hasta que cayó la ciudad. De hecho, en otras secciones de su obra menciona que la urbe tenía 60 000 jinetes protegiéndola. Los persas Ata-Malik Juvayni y Rashid-al-Din Hamadani dan los mismos números: 60 000 turcos dirigidos por sus propios janes y 50 000 tayikos, gentilicio usado por los turcos para referirse a los iraníes en general; además, contaban con 20 elefantes de guerra. Esta guarnición se componía de túrquicos qarlug, gúridas, tayikos y afganos jalyis. En cambio, el árabe Ali ibn al-Athir hablaba de que el sah dispuso a 50 000 jinetes para proteger Samarcanda. Otro cronista Shihab al-Din Muhammad al-Nasawi reduce los defensores a 40 000. El Yuanshi concuerda con que ese último computo, agregando que un tercio eran árabes (o persas) y el resto mercenarios turcos, aunque una revisión moderna reduce el número a 30 000, o más exactamente 26 667. El sueco Sverdrup redujó la cifra a sólo 8000.

## Asedio
Los mongoles rodearon la ciudad y los defensores turco-iraníes realizaron una salida, chocando con los mongoles en las afueras de la ciudad y forzándolos a retroceder a una llanura. Sin embargo, fueron emboscados y masacrados, perdiendo quizás unos 1000 hombres. Poco después llegaron Ogodei y Chagatai con refuerzos mongoles y prisioneros de Otrar (hasha), permitiendo rodear por completo la ciudad. Mohamed II permaneció en su campamento recibiendo informes de la situación de la ciudad, limitándose a enviar tropas a intentar romper el asedio desde afuera, en la primera ocasión envió 10 000 hombres y en la segunda 20 000. En esos días despachó a los generales (noyan) Yebe y Subotai para que persiguieran al sah al oeste.
El 16 de marzo, una parte importante de la guarnición restante, unos 3000 soldados según Sverdrup, se rindió poco después y fue ejecutada de inmediato, sin embargo, unos 2000 defensores en la ciudadela siguieron resistiendo. La estructura fue tomada por la fuerza en abril. Poco antes de su caída, una pequeña fuerza de 1000 defensores al mando de Alpär Jan logró abrirse paso y llegar al río Amu Daria (Oxus). Los mongoles liberaron a los elefantes capturados en la campiña cercana, donde murieron poco después por la falta de alimentos. Los paquidermos fueron exhibidos por las autoridades sobrevivientes, quienes afirmaron que servían para romper las líneas de infantería, pero los mongoles no se impresionaron.

## Consecuencias
Según la crónica de Athir, fueron muertas 70 000 personas. Juvayni mencionaba que la ciudad fue saqueada y muchos que intentaron ocultarse acabaron muertos, pero 50 000 personas permanecieron en la ciudad gracias a la intermediación de un cadí. También que 30 000 turcos qangli fueron ejecutados y 30 000 artesanos y sus hijos fueron llevados a Mongolia para servir a sus nuevos amos; los hombres jóvenes que quedaron fueron reclutados a la fuerza como auxiliares. Rashid sostenía que sólo 50 000 personas fueron perdonadas a cambio de 200 000 piezas de oro y se les permitió quedarse en la ciudad. El monje chino Qiu Chuji describió la ciudad después de la batalla, afirmando que de las 100 000 familias que antes vivían ahí, solamente quedaba un cuarto.
El jagán pasó el resto de la primavera en los alrededores de esa ciudad. Después de la victoria, una fuerza al mando del general Alak fue enviada al río Vajsh y otra a cargo de Baiju hacia Taloqan. En mayo Tolui fue enviado a continuar la campaña en el Gran Jorasán mientras que su padre arrasaría lo que antes se llamó Bactria. El sah, temeroso de ser traicionado por sus oficiales turcos que lo consideraban un incapaz, empezó a cambiar de tienda cada noche. En abril pasó por Nisapur y siguió huyendo al oeste.
La famosa biblioteca de la ciudad, junto a las de Bujará y Merv, quedó hecha cenizas. Como los mongoles se llevaron a muchos artesanos, el sector de Afrasiab, donde vivía la mayoría, fue abandonado y la población restante se ubicó en los suburbios del sur. En 1333 o 1335, el explorador marroquí Ibn Battuta visitó la ciudad y afirmó que no habían murallas, las puertas no eran usadas y muchos monumentos estaban en ruinas. Samarcanda siguió arruinada hasta que Tamerlán la convirtió en su capital en 1370, reconstruyendo sus mezquitas, palacios, jardines, pabellones y murallas en la parte oeste del nuevo emplazamiento.

### Primaria
Los libros son citados en números romanos y capítulos y párrafos en números arábigos. Entre paréntesis se usaron los apellidos de los editores o traductores de las ediciones usadas para indicar las páginas. 
- Ali ibn al-Athir. La historia completa. En Richards, D. S. (2016). The Chronicle of Ibn al-Athir for the Crusading Period from al-Kamil fi'I-Ta'rikh. The Years 589-629/1193-1231: The Ayyubids after Saladin and the Mongol Menace (en inglés) III. Londres: Routledge.
- Ata-Malik Juvayni. Historia del conquistador del mundo. En Boyle, John Andrew (1958). The History of the World-Conqueror (en inglés) I. Cambridge: Harvard University Press.
- Ibn Battuta. Los viajes de Ibn Battuta. En Gibb, H. A. R. (1971). The Travels Of Ibn Battuta 1325– 1354 (en inglés) III. Cambridge: Hakluyt Society.
- Minhaj-i Siraj Juzjani. Una historia general de las dinastías mahometanas de Asia. En Raverty, H. G. (1881). Tabakat-I-Nasiri (en inglés) I. Londres: Gilbert & Rivington.
- Minhaj-i Siraj Juzjani. Una historia general de las dinastías mahometanas de Asia. En Raverty, H. G. (1970). Tabakat-I-Nasiri (en inglés) II. Nueva Delhi: Oriental Books Reprint Corporation.
- Qiu Chuji. Los viajes de un alquimista: el viaje del taoísta Ch'ang-Ch'un de China al Hindukush ante el llamamiento de Gengis Kan. Véase en Bretschneider, Emil (1888). «The Travels of Ch'ang Ch'un to the West, 1220-1223, recorded by his disciple Li Chi Ch'ang». Mediæval Researches from Eastern Asiatic Sources (en inglés) (Nueva York: Barnes & Noble) I: 35-108. Véase también en Google Books.
- Rashid-al-Din Hamadani. Compendium de Crónicas. En Arends, Alfred Kárlovich (1946). Сборник летописей (Книга 2) I. Moscú: Institut vostokovedenii︠a︡ (Akademii︠a︡ nauk SSSR).
- Shihab al-Din Muhammad al-Nasawi. Biografía de Jalal ad-Din Mingburnu. En Bunyatov, Ziya Musáyevich (1996). Сират ас-султан Джалал ад-Дин Манкбурны (en ruso). Moscú: Восточная литература.

### Moderna
- Abazov, Rafis (2008). Palgrave Concise Historical Atlas of Central Asia (en inglés). Nueva York: Palgrave Macmillan. ISBN 978-1-4039-7542-3.
- Azad, Arezou; Kennedy, Hugh (2018). «The Coming of Islam to Balkh». Authority and Control in the Countryside: From Antiquity to Islam in the Mediterranean and Near East (6th-10th Century) (en inglés). Leiden: Brill. pp. 284-312. ISBN 9789004386549.
- Barthold, Vasily Vladimirovich (1968). Turkestan Down to the Mongol Invasion (en inglés) (3ª edición). Londres: Gibb Memorial Trust.
- Bolshakov, Oleg G.; Belenitsky, Alexander M.; Bentovich , I. B. (1973). «Глава V: численности населения». Средневековый город Средней Азии (en ruso). Moscú: Наука. pp. 256-268.
- Can, Mesut (2015). «Orta Asya Kent Topoğrafyasına Dair Genel Kabuller Üzerine Bir Değerlendirme». IV. Turkey Graduate Studies Congress, 14-17 May 2015, Kütahya: Proceedings (en turco) III. Estambul: ILEM. pp. 145-148. ISBN 978-605-84009-4-8.
- Chalind, Gérard; Mangin-Woods, Michèle; Woods, David (2014). «Chapter 7: The Mongol Empire». A Global History of War: From Assyria to the Twenty-First Century (en inglés). Santa Bárbara: University of California Press. pp. 141-150.
- Davidovich, Elena A. (1992). «The Karakhanids». History of Civilizations of Central Asia. The age of achievement: A.D. 750 to the end of the fifteenth century. Part One: The historical, social and economic setting (en inglés) IV. Fontenoy: Unesco. pp. 119-144. ISBN 92-3-103467-7.
- Howorth, Henry Hoyle (1876). History of the Mongols: The Mongols proper and the Kalmuks (en inglés). Londres: Longmans, Green, and Company.
- Jackson, Peter (2009). «The Mongol Age in Eastern Inner Asia».  En Nicola Di Cosmo, ed. The Cambridge History of Inner Asia. The Chinggisid Age (en inglés). Cambridge: Cambridge University Press. pp. 26-45. ISBN 9781139056045.
- Jackson, Peter (2017). «The Mongol Westward Advance (1219-53)». The Mongols and the Islamic World: From Conquest to Conversion (en inglés). Londres: Yale University Press. pp. 71-93. ISBN 9780300125337.
- Jalali, Ali Ahmad (2021). Afghanistan: A Military History from the Ancient Empires to the Great Game (en inglés). Lawrence: University Press of Kansas. ISBN 9780700632633.
- Johnson, Elmer D. (1965). History of libraries in the Western world (en inglés). Metuchen: Scarecrow Press.
- Liddell Hart, Basil Henry (1984). Great captains unveiled (en inglés). Salem: Ayer. ISBN 0836906187.
- Lococo, Paul (2008). «Chapter 6. Destruction of the Khwarazmian Empire». Genghis Khan: History's Greatest Empire Builder (en inglés). Washington DC: Potomac Books. pp. 51-70. ISBN 9781574887464.
- Marefat, Roya (1992). «The Heavenly City of Samarkand». The Wilson Quarterly (en inglés) XVI (3): 33-38.
- May, Timothy Michael (2016). «The Mongols outside Mongolia».  En Michael Hope; Timothy May, ed. The Mongol Empire: A Historical Encyclopedia (en inglés) I. Edimburgo: Edinburgh University Press. pp. 44-75. ISBN 978-0-7486-4237-3.
- McLynn, Frank (2015). Genghis Khan: his conquests, his empire, his legacy (en inglés). Boston: Da Capo Press. ISBN 978-0-306-82395-4.
- Pérez-Embid Wamba, Javier (2016). Las civilizaciones orientales: Una introducción histórica. Huelva: Editorial de la Universidad de Huelva. ISBN 9788416621415.
- Pittard, Dana J. H. (1994). Thirteenth Century Mongol Warfare: Classical Military Strategy of Operational Art? (en inglés). Fort Leavenworth: School of Advanced Military Studies.
- Sverdrup, Carl F. (2010). «Numbers in Mongol Warfare».  En France, John; J. Rogers, Clifford; DeVries, Kelly, ed. Journal of Medieval Military History (en inglés) VIII. Martlesham: Boydell and Brewer. pp. 109-117. ISBN 9781843835967.
- Sverdrup, Carl F. (2017). The Mongol Conquests: The Military Campaigns of Genghis Khan and Sübe'etei (en inglés). Amherst: Helion & Company. ISBN 978-1913336059.
- Uhrig, Henry T. (1970). «An Early Thunderbolt». Quarterly Review of Military Literature (en inglés) L (8): 75-82.
- Yuan, Hong (2022). From the Khitans to the Jurchens & Mongols: A History of Barbarians in Triangle Wars & Quartet Conflicts (en inglés). Bloomington: iUniverse. ISBN 9781663241191.